# Stenalcidia pallida
Stenalcidia pallida là một loài bướm đêm trong họ Geometridae.